# Jan Oostergetelo
Jan Oostergetelo (* 9. Februar 1934 in Höcklenkamp, seit 1974 ein Ortsteil von Uelsen, Landkreis Grafschaft Bentheim; † 9. Juli 1996 in Nordhorn) war ein deutscher Landwirt, der als SPD-Politiker von 1976 bis 1994 dem Deutschen Bundestag angehörte. 

## Leben
Oostergetelo besuchte von 1940 bis 1948 die Dorfschule in Höcklenkamp. Er arbeitete auf dem väterlichen Bauernhof in Höcklenkamp mit, den er Ende der 1950er Jahre von seinen Eltern übernahm. Er war gläubiger Calvinist, verheiratet und hatte drei Kinder. 
Zur SPD, der er 1969 beitrat, kam er durch den damaligen Bundestagsabgeordneten Horst Gerlach. Noch im selben Jahr gründete sich der SPD-Ortsverband Uelsen, zu dessen Vorsitzenden er am 20. November 1969 gewählt wurde. Er entwickelte sich zu einem Agrarexperten der Partei. Von 1976 bis 1994 (6. bis 12. Wahlperiode) gehörte er als Abgeordneter dem Deutschen Bundestag an. Als Vertreter der SPD-Fraktion war Oostergetelo ordentliches Mitglied des Ausschusses für Ernährung, Landwirtschaft und Forsten. In der Berlin-Debatte am 20. Juni 1991 hatte Oostergetelo für den Hauptstadtbeschluss Berlin gestimmt.
Zusammen mit Horst Waffenschmidt (CDU) gehörte er zu den Initiatoren des fraktionsübergreifenden Gebetsfrühstückskreises im deutschen Bundestag.
Jan Oostergetelo hatte sich seit dem Zerfall der Sowjetunion besonders der Aufbauarbeit in der Ukraine gewidmet. Er war Vorsitzender und später Ehrenvorsitzender der „Deutsch-Ukrainischen Gesellschaft in der Grafschaft Bentheim“, die viele Praktikantenprogramme für junge Leute aus der Ukraine organisiert hat.